# Émeutes de Watts
Vous lisez un « bon article » labellisé en 2019.
Les émeutes de Watts (ou rébellion de Watts) ont lieu du 11 au 17 août 1965 dans le quartier majoritairement noir de Watts à Los Angeles aux États-Unis, à la suite d'une altercation entre trois membres d'une famille afro-américaine et des policiers blancs.
Particulièrement violentes, et marquées par le slogan « Burn baby burn » (« brûle, bébé, brûle »), les émeutes entraînent l'intervention de l'armée qui impose un couvre-feu. Alors que les violences restent confinées au quartier de Watts, où de nombreux bâtiments et véhicules sont incendiés, en majorité des commerces tenus par des personnes blanches ainsi que des voitures de luxe, le chef de la police William H. Parker applique une politique d'arrestations de masse.
Après six jours de violences, on compte 34 morts, dont 31 civils, parmi ceux-ci 23 tués par les forces de l'ordre. À ce bilan s'ajoutent 1 032 blessés déclarés et 3 438 arrestations. On dénombre 977 bâtiments détruits ou endommagés. Les dommages matériels sont estimés à 40 millions de dollars (322 millions de dollars de 2019).
Au cours des années qui suivent, d'autres grandes villes des États-Unis sont le théâtre de violences urbaines dont les tensions raciales sont généralement le détonateur, en particulier lors du long et chaud été 1967. Les émeutes de Watts sont les plus graves survenues à Los Angeles jusqu'à celles de 1992.

## Contexte historique

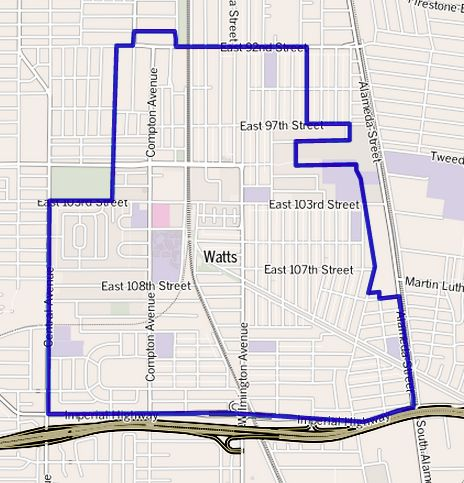
Les frontières du quartier de Watts, d'après le Los Angeles Times.

### Difficulté d'accès au logement et à l'emploi
Dans les années 1940, au cours de la Seconde Grande migration afro-américaine, le président Franklin Delano Roosevelt signe l'Executive Order 8802 qui interdit la discrimination raciale dans l'industrie de la défense. En conséquence de cette opportunité, la population noire du comté de Los Angeles, où les industries de l'armement recrutent massivement, passe de 75 209 (soit 2,70 % de la population) en 1940 à 461 546 (7,64 % de la population) en 1960.
À Los Angeles, le redlining est de mise même après le Civil Rights Act de 1964 : il empêche certaines minorités, dont les Afro-Américains, de louer ou d'acheter des logements dans certains quartiers. La majeure partie de la ville de Los Angeles et du Sud de la Californie est tacitement interdit à ces minorités ethniques, : deux des rares quartiers où les Noirs peuvent s'installer sont Compton et Watts. En 1963, un projet de loi visant à interdire les discriminations d'accès au logement est rejeté : les loyers restent beaucoup plus élevés pour les Africains-Américains que pour les Blancs pour des logements similaires. Seulement 13 % des maisons de Watts sont construites entre 1939 et 1965, les autres sont insalubres et abîmées.
99 % des étudiants du lycée de Watts, qui ne pratique officiellement plus la ségrégation, sont noirs. L'établissement manque cruellement de ressources pour fonctionner correctement. Deux tiers des habitants du quartier n'ont pas fini le lycée et un huitième sont illettrés. En parallèle de l'accès limité à l'éducation, la discrimination dans l'emploi s'applique toujours en dehors de l'industrie de la défense, qui périclite depuis la fin de la Seconde Guerre mondiale.

### Violences policières
Le 25 décembre 1951, le Los Angeles Police Department est mis en cause dans l'affaire du « Noël sanglant », lors duquel des policiers battent violemment sept jeunes hommes, dont cinq hispaniques et deux blancs. L'enquête interne du chef de police William H. Parker se solde par un procès contre huit policiers, la mutation de 54 membres des forces de l'ordre et la suspension de 39 personnes. Après cet évènement, Parker cherche à créer une force policière plus rigoureuse et militarisée et moins corrompue. Malgré ses efforts dans ce sens, il n'enraye pas les violences policières subies par les habitants hispaniques et afro-américains de Los Angeles. Celles-ci résultent entre autres du recrutement de policiers venus du Sud et qui ne cachent pas leur racisme.
En 1962, une enquête de la Commission on Civil Rights sur Watts échoue à identifier des cas précis de violences policières. Pendant les émeutes, Martin Luther King affirme cependant qu'à Watts, « il y a une conviction unanime qu'il y a eu des violences policières ». Entre 1963 et 1965, 65 habitants du quartier sont tués par la police, dont 27 dans le dos et 25 désarmés.

### Émeutes précédentes aux États-Unis
En 1964, trois jours d'émeutes à Rochester (dans l'État de New York) font quatre morts, puis près de 4 000 personnes participent à des émeutes à Harlem et Bedford-Stuyvesant (deux quartiers de la ville de New York) après le meurtre d'un jeune homme noir par la police. À Philadelphie, l'arrestation d'un couple noir cause trois jours d'émeutes, tandis qu'à Chicago, une foule manifeste après l'agression par un commerçant d'une femme prise en flagrant délit de vol. Les émeutes de Harlem se calment grâce à une subvention étatique permettant la création de 4 000 emplois. Sargent Shriver, à la tête du Bureau pour l'opportunité économique (en), critique ouvertement Sam Yorty, le maire de Los Angeles, qui est un des deux seuls maires à avoir refusé cette même subvention pour la création d'emplois et le seul maire d'une grande ville américaine sans programme anti-pauvreté.
Entre 1963 et 1965, 250 manifestations sont organisées à Watts pour dénoncer les conditions de vie de la population, sans conséquences concrètes.

## Déroulement des émeutes

### Évènement déclencheur
Le soir du 11 août 1965, Marquette Frye, un homme noir de 21 ans, est arrêté au volant de la voiture de sa mère par un policier californien blanc, Lee Minikus, qui le soupçonne d'être ivre,. Après avoir contrôlé Frye positif sur un éthylotest, Minikus l'arrête et appelle une équipe de police pour saisir le véhicule, mais Frye refuse de le suivre. Son frère, Ronald Frye, part chercher leur mère, Rena Price, qu'il emmène sur le lieu de l'arrestation. Quand Price arrive sur place, elle s'en prend verbalement à son fils devant un groupe de plus en plus important de passants et de policiers. La situation dégénère rapidement : quelqu'un pousse Price, Frye reçoit un coup, Price saute sur un policier et un autre membre des forces de l'ordre sort son arme de service. Les policiers appelés en renfort tentent alors d'arrêter Frye et de l'emmener de force,. Les témoins de la scène préviennent d'autres habitants du quartier que les policiers ont frappé Frye et donné un coup de pied à une femme enceinte qui a craché sur eux ; la population locale commence à se rendre en masse là où se déroule le conflit. Le groupe s'en prend verbalement et physiquement aux policiers, tandis que le frère et la mère de Frye sont arrêtés à leur tour pour les avoir frappés,.
Après l'arrestation de Price et de ses deux fils, la foule se déplace le long de l'Avalon Boulevard. Des renforts de police venus calmer le public deviennent la cible de lancers de pierres et de morceaux de béton. Watts se transforme alors graduellement en champ de bataille.

### Premières violences

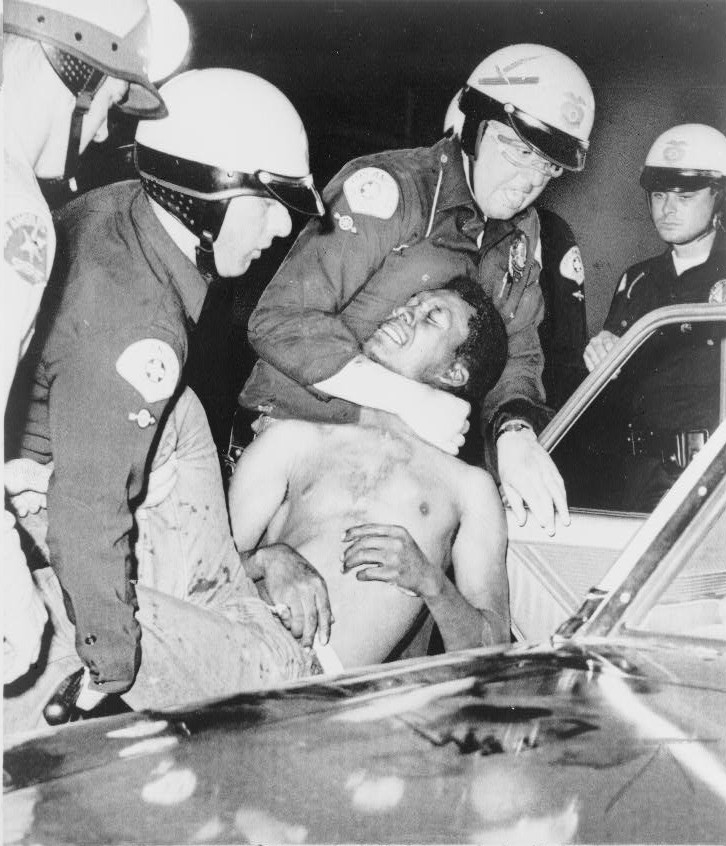
Des policiers arrêtent un émeutier le 12 août 1965-.

Dès le matin, les frères Frye et Rena Price sont libérés sous caution. Après une nuit d'échauffements, la police et des dirigeants noirs de la communauté locale, incluant des dirigeants religieux et des représentants de la National Association for the Advancement of Colored People (NAACP), se rencontrent le 12 août pour discuter d'un plan d'action qui ramènera le calme. La réunion est un échec. Selon certaines sources, Parker aurait refusé les propositions de médiation, affirmant que « ces émeutes n'ont pas de dirigeants ». Une adolescente affirme devant la presse que les émeutiers comptent envahir les quartiers blancs de Los Angeles, tandis que la police refuse la suggestion de n'envoyer que des policiers noirs pour calmer les émeutes. Plus tard dans la journée, William Parker fait appel à l'Army National Guard : il affirme que les émeutes s'apparentent à une rébellion, les compare au combat contre le front national de libération du Sud Viêt Nam, et exige une intervention paramilitaire.
Le vendredi 13 août, environ 2 300 membres de la 40e division blindée de la garde nationale rejoignent la police à Watts,,. En plus d'eux, on compte 934 policiers de Los Angeles et 718 policiers du Los Angeles Sheriff Department. Les forces de l'ordre sont très majoritairement blanches et lourdement armées. Les manifestants pillent et brûlent des magasins tenus par des Blancs aux cris de « burn baby burn » (« brûle, bébé, brûle »).

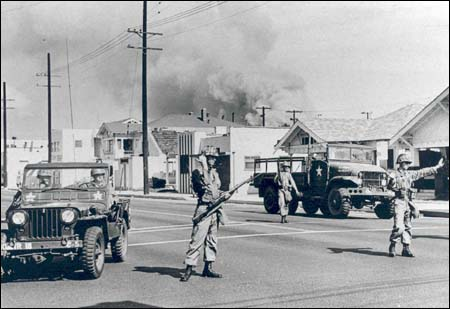
Des soldats californiens empêchent l'accès à une rue de Watts pendant les émeutes.

Le samedi soir, plus de 16 000 membres des forces de l'ordre sont mobilisés et patrouillent dans le quartier. Ils érigent des barricades et installent des pancartes portant des messages d'avertissement tel que « Tournez à gauche ou nous tirerons ». Les émeutiers répliquent en agressant des policiers, en arrêtant et frappant des passants blancs et en empêchant le Los Angeles Fire Department (LAFD) d'utiliser les jets d'eau contre les manifestants. Ils incendient et pillent de nombreux commerces. Ces commerces sont très majoritairement gérés par des personnes blanches et connus dans le quartier pour sous-payer les employés noirs tout en maintenant des prix de vente très hauts. La même journée, les manifestants s'arment en pillant les armureries du quartier. Ils tireront sur les hélicoptères de la police pendant le reste des émeutes.

### Répression
Le dimanche, Parker met en place une politique d'arrestations de masse. La majeure partie du sud de Los Angeles est soumise à un couvre-feu, en particulier Watts mais également tous les autres quartiers majoritairement noirs de la ville. Toute personne restant dehors après 20 h est hors-la-loi : au total, plus de 3 500 personnes sont arrêtées en six jours. Parker attise la colère des émeutiers en les comparant à des singes dans un zoo : « One person has thrown a rock, and then like monkeys in a zoo, others have started throwing rocks. » (en français : « Une personne a jeté une pierre, et comme des singes dans un zoo, les autres ont commencé à jeter des pierres »).
Le 15 août, les émeutes sont largement calmées.
Le matin du 17 août, après six jours d'émeutes, la police attaque une mosquée de la Nation of Islam, tirant à l'aveugle dans le bâtiment et blessant dix-neuf personnes. Des courts affrontements résiduels surviennent à nouveau en raison de cette attaque. La fin des émeutes de Watts est prononcée quelques heures plus tard. En six jours, 31 000 à 35 000 adultes ont participé aux émeutes et on compte environ 70 000 sympathisants non actifs.
Le 17 août, Martin Luther King, qui a écourté un séjour au Porto Rico, arrive à Watts. Tout en déplorant l'utilisation de la violence, Il affirme :
« [The causes are] environmental and not racial. The economic deprivation, social isolation, inadequate housing, and general despair of thousands of Negroes teeming in Northern and Western ghettos are the ready seeds which give birth to tragic expressions of violence »
« [Les causes sont] environnementales et pas raciales. La privation économique, l'isolation sociale, les logements inadéquats, le désespoir général de milliers de Nègres dans les ghettos de l'Ouest et du Nord sont les graines fertiles qui donnent naissance à l'expression tragique de la violence »
Il dit être venu à Watts pour soutenir les habitants du ghetto qui, d'après lui, souffrent d'autant plus que les émeutes ont eu lieu là. Il cherche également à soutenir l'alliance entre les activistes noirs et blancs, proposant de servir de médiateur entre les habitants et les autorités locales et insistant sur l'importance de solutions systémiques aux problèmes économiques et sociaux qui touchent les ghettos noirs comme Watts.
Bayard Rustin s'exprime à son tour sur le sujet :
« I think the real cause is that Negro youth — jobless, hopeless — does not feel a part of American society. The major job we have is to find them work, decent housing, education, training, so they can feel a part of the structure. People who feel a part of the structure do not attack it. »
« Je pense que la vraie cause, c'est que la jeunesse nègre — sans travail, sans espoir — ne se considère pas comme faisant partie de la société américaine. Notre plus gros travail est de leur trouver un emploi, un logement décent, une éducation, une formation, pour qu'ils aient le sentiment de faire partie du système. Les gens qui pensent faire partie du système ne l'attaquent pas. »

## Conséquences immédiates des émeutes

### Pertes et dommages
Les émeutes font 34 morts et 1 032 blessés. 3 438 personnes ont été arrêtées. Du point de vue matériel, on compte 977 bâtiments détruits ou endommagés et plus de 40 millions de dollars de dégâts, qui correspondraient à 322 millions de dollars en 2019. Ces dégâts matériels sont essentiellement causés par les nombreux incendies allumés par les émeutiers : la police ne pouvant pas protéger les pompiers, ces derniers n'interviennent pas.
Sur les 34 morts, 23 sont des civils tués par les forces de l'ordre. Deux policiers et un pompier meurent pendant la semaine d'émeutes. Au total, 26 morts sont considérées comme des homicides justifiables. Sur les 1 000 blessés, on compte 90 policiers et une centaine de pompiers.

### Couverture médiatique et analyses politiques
Pendant les émeutes de Watts, les autorités et la presse proposent diverses interprétations des causes de la crise. Certains conservateurs et une majorité d'autorités publiques de la ville affirment qu'il ne s'agit que d'une escalade de la violence dans un quartier historiquement très pauvre et où la criminalité est élevée — Frye a déjà purgé une peine pour braquage quelques années plus tôt.
D'autres analystes observent que la population a pillé beaucoup plus de biens que nécessaire, et affirment qu'il est irrationnel de brûler son propre quartier : ils supposent donc une influence extérieure. Cette hypothèse gagne en popularité, bien que la nature de l'influence extérieure reste incertaine : certains mentionnent les gangs, d'autres les Black Muslims encore considérés à l'époque comme une secte radicale. L'année suivant les évènements, le maire de Los Angeles, Sam Yorty, continue à affirmer que des agitateurs communistes ont attisé les tensions.
D'autres analystes insistent sur les tensions durables entre la police et les habitants du sud de Los Angeles en général, supposant que ces tensions ont enfin été mises à découvert lors des émeutes. Enfin, beaucoup d'autorités fédérales et quelques journalistes expliquent les émeutes par la pauvreté et le manque de services publics à Watts. C'est cette interprétation des émeutes qui est retenue par l'enquête du gouverneur de Californie Pat Brown, et qui donne l'élan à la guerre contre la pauvreté de Lyndon B. Johnson, annoncée quelques mois plus tôt. Les tensions raciales sont également l'hypothèse retenue dans Cinq colonnes à la une, qui explique que l'arrestation de Frye est tout à fait anecdotique, « seulement voilà, il est noir ».
En octobre 1965, à Paris, Martin Luther King déclare : « ce n'étaient pas des émeutes de race, mais de classe ». Pour lui, la rébellion est celle de Watts, peuplée majoritairement de Noirs, plutôt qu'une rébellion de Noirs incidemment installés à Watts. L'année suivante, Hosea Williams affirme que les émeutes de Watts sont condamnées à se répéter si la Conférence du leadership chrétien du Sud (SCLC) ne devient pas plus proactive et ne se fait pas connaître des Noirs « déçus et frustrés alors qu'eux-mêmes perdent confiance en la SCLC ». Il répète qu'il est essentiel de soutenir la non-violence face à d'autres partis qui ont cessé de la défendre afin d'éviter une « guerre ouverte ».

### Réactions de la population locale
La couverture médiatique des évènements adopte rapidement l'hypothèse que les émeutiers de Watts seraient une petite partie de la population, tandis que la grande majorité leur serait opposée. Une étude menée quelques mois plus tard établit cependant que sur 586 adultes noirs interrogés, 22 % ont joué un rôle dans les émeutes et 58 % estiment qu'elles auront des conséquences positives. Sur les 50 % de personnes défavorables aux violences, seulement un quart blâme les émeutiers, les autres s'émouvant plutôt de la situation dans son ensemble. Les opinions des habitants noirs de Watts et des habitants blancs des quartiers aux alentours sont très contrastées : si 75 % des Blancs estiment que les émeutes desservent les droits civiques, ce n'est le cas que de 24 % des Noirs. Une lettre d'un jeune Blanc originaire de Milwaukee fait écho à ces réactions : il se dit contre les violences des émeutes passées, citant Watts en exemple, mais propose en même temps de s'engager auprès des activistes noirs, convaincu que le véritable problème à la cause des émeutes est le manque de communication entre Blancs et Noirs.
En 1969, des sondages d'opinion montrent que la majorité des habitants de Los Angeles croient que les émeutes sont liées à des groupes communistes actifs à l'époque dans la ville pour remettre en cause le taux de chômage élevé et la discrimination ethnique.

### Commission McCone
Le gouverneur de Californie Pat Brown ordonne une enquête sur la cause des émeutes. Le 2 décembre 1965, cette enquête donne lieu à un rapport intitulé Violence in the City—An End or a Beginning?: A Report by the Governor's Commission on the Los Angeles Riots, 1965 (en français : La violence dans la ville - Une fin ou un début ? Un rapport par la commission du gouverneur sur les émeutes de Los Angeles, 1965).
Le rapport établit que les émeutes sont la conclusion de longues tensions au sein de Watts au sujet du taux de chômage élevé, des mauvaises écoles et des logements insalubres que subissent la communauté. Les propositions suggérées par le rapport incluent des programmes d'urgence pour les élèves de maternelle et contre l'analphabétisme, une présence policière plus positive au sein de la communauté, plus de logements sociaux, plus de projets de formation professionnelle, des meilleurs services de santé et des meilleurs transports en commun. Les recommandations ne sont, pour leur majeure partie, jamais mises en place.

## Conséquences des émeutes pendant les années suivantes

### Guerre contre la pauvreté et reconstruction
La guerre contre la pauvreté est une initiative menée dès janvier 1964, lorsque le président Lyndon B. Johnson l'annonce lors de son discours sur l'état de l'Union. En août 1964, des premières actions sont menées avec l'Economic Opportunity Act de 1964 (en). Au cours de l'été 1965, les initiatives ne sont pas encore développées : une part importante de la population américaine découvre le concept de « guerre contre la pauvreté » à la suite des émeutes de Watts, qui semblent justifier la politique de Johnson.
Après les émeutes, plusieurs gangs s'associent aux dirigeants de la communauté noire pour reconstruire le quartier et assurer la paix sociale,.
Le 7 mai 1966, deux policiers pourchassent une voiture partie de Watts sur plus de 50 pâtés de maisons avant de parvenir à l'arrêter. Elle est conduite par Leonard Deadwyler, un homme noir ; sa femme enceinte et un ami sont passagers. Le policier le plus jeune, qui a déjà été soumis à enquête pour avoir blessé des enfants noirs sans raison valable, tire sur Deadwyler. L'autre policier témoigne que la dernière phrase prononcée par la victime est « Elle va accoucher ». Le policier qui a tiré affirme que la voiture a fait un bond en avant, provoquant un tir accidentel, tandis que les deux passagers de la voiture réfutent cette excuse. Après dix jours d'enquête, le cas est clos : officiellement, il s'agit d'un accident. Quelques violences suivent, mais elles sont loin d'approcher l'intensité de la crise de l'été précédent.
Malgré les réformes entamées dans le cadre de la guerre contre la pauvreté, le sud de Los Angeles se remet très lentement des conséquences des destructions. Plusieurs années plus tard, la presse continue à indiquer que les difficultés du quartier sont uniquement dues aux émeutes, sans mentionner la pauvreté et le manque d'infrastructures bien antérieurs.

### Émeutes noires de la fin des années 1960
Le 20 août 1965, Martin Luther King déclare à la presse que les émeutes de Watts sont le début d'une prise de conscience des laissés pour compte de la décennie passée. Il ajoute que les combats sont différents dans l'Ouest et le Nord du pays et dans le Sud : dans le Sud, les Noirs se battent pour leurs droits, tandis que dans le Nord, leurs luttes concernent « la dignité et le travail ». Pendant l'automne, il écrit un article intitulé Beyond the Los Angeles Riots (en français : Au-delà des émeutes de Los Angeles) où il affirme que Los Angeles aurait dû prévoir les émeutes « quand ses autorités ont bloqué l'aide fédérale avec des manipulations politiques ; quand le taux de chômage des Nègres a dépassé celui de la Grande Dépression des années 1930 ; quand la densité de population de Watts est devenue la plus élevée du pays ».
En 1966, le militant pour les droits des Noirs Bayard Rustin écrit :
« The whole point of the outbreak in Watts was that it marked the first major rebellion of Negroes against their own masochism and was carried on with the express purpose of asserting that they would no longer quietly submit to the deprivation of slum life. »
— Bayard Rustin
        
« Tout l'intérêt de la crise à Watts, c'est qu'elle était la première rébellion majeure de Nègres contre leur propre masochisme, et qu'elle a été menée avec le but assumé de faire comprendre qu'ils ne se soumettraient plus en silence aux privations de la vie des taudis. »
La rébellion de Watts est la première de cette ampleur dans les années 1960. Entre l'été 1965 et 1968, on comptera plus de trois cents émeutes qui causent deux cents morts et la destruction de milliers de commerces.

### Conséquences négatives sur les Afro-Américains
Dans les villes ayant connu des émeutes importantes au cours de la décennie, le revenu médian des familles noires diminue de 9 % entre 1960 et 1970 par rapport à l'évolution des villes similaires n'ayant pas connu d'émeutes. Entre 1960 et 1980, le taux d'emploi des hommes dans les villes touchées baisse de quatre à sept points.
La valeur des maisons baisse elle aussi, sans compter les logements détruits ou brûlés lors des émeutes : cela mène à une perte de patrimoine pour les familles noires les plus aisées, qui étaient propriétaires de leur logement.

## Postérité

### Hommages

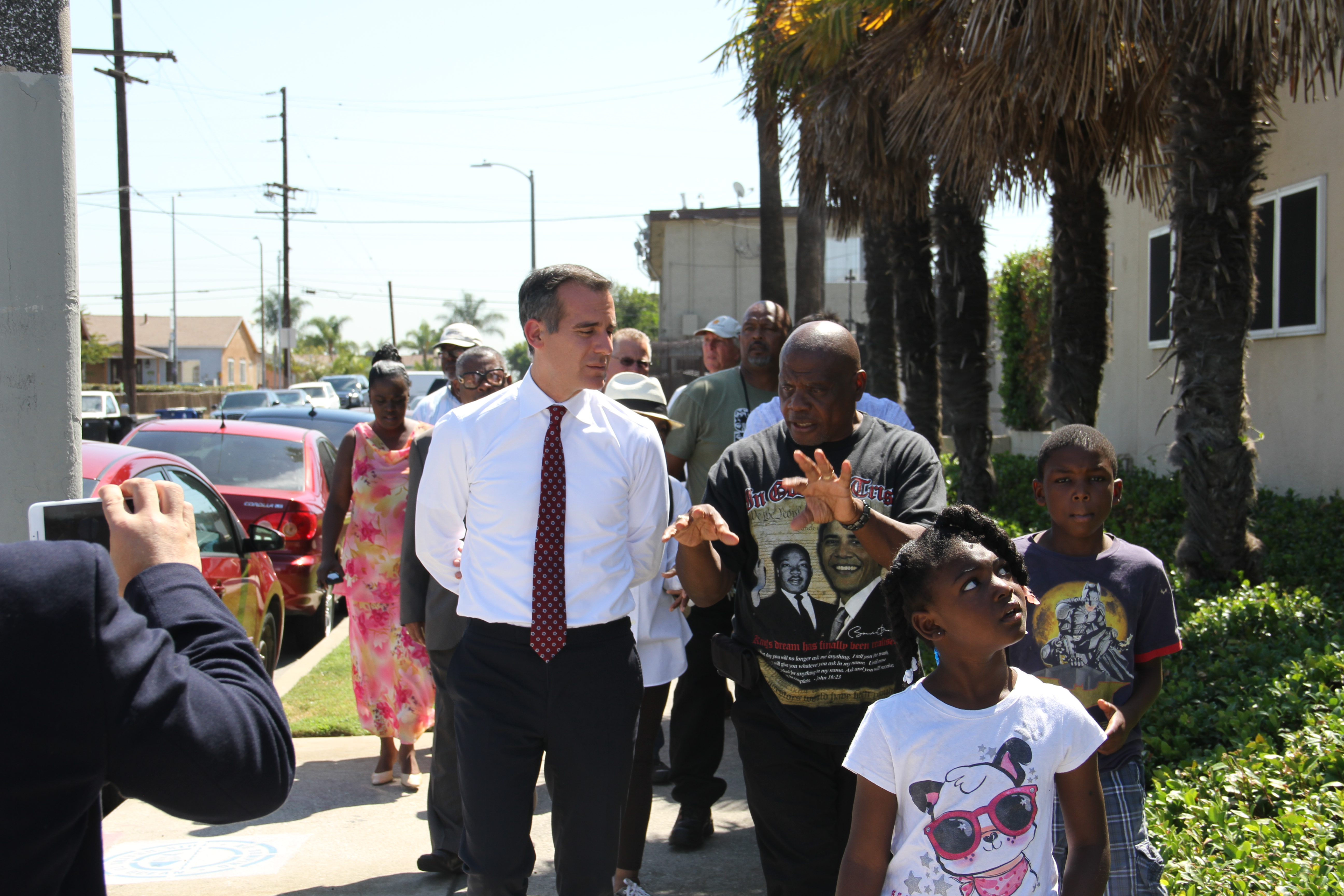
Le maire de Los Angeles Eric Garcetti à Watts avec des habitants du quartier lors d'une commémoration des émeutes, 50 ans plus tard.

Un an après les évènements, les habitants de Watts organisent un festival anniversaire qui se veut positif, avec des soirées dansantes.
Le festival de musique Wattstax organisé en 1972, suivi du documentaire Wattstax l'année suivante, vise à souligner le septième anniversaire des émeutes.